# División de Honor de rugby 2009-10
La temporada 2009-10 de la División de Honor comenzó el 13 de septiembre de 2009 y terminó el 2 de mayo de 2010. Esta temporada es la 43.ª de esta liga en la que participan 10 equipos españoles. El calendario, que dura 9 meses, comprende un total de 90 partidos, en el que cada equipo se enfrenta a los otros 9 en una liga a doble vuelta. Al final del mismo se dirimirá el descenso a División de Honor B, según los puestos en la liga.
Las novedades de esta edición frente a la anterior es que vuelve el descenso directo para los dos últimos clasificados y la vuelta a la máxima categoría del rugby español del Gernika Rugby Taldea en detrimento del Getxo Rugby Taldea que descendió la temporada anterior a la División de Honor B.
El Club de Rugby El Salvador se proclamó campeón de liga por séptima vez en su historia. Cogió el liderato en la jornada seis y no volvió a perderlo. La Vila se convirtió en la revelación de la temporada alzándose con la segunda plaza y demostrando el ascenso de calidad del que había hecho gala la temporada anterior. CRC Madrid no pudo mantener el ritmo y nivel de 2008 y, pese a un buen comienzo, terminó la liga en el quinto puesto, peor resultado desde su ascenso en 2006. Por la zona de abajo, Les Abelles ocupó desde el inicio, la última plaza y descendió a División de Honor B. Más disputada fue la lucha por no descender que, al final recayó en el Bera Bera, que no pudo salvarse descendiendo en la última jornada de liga a pesar de su victoria frente al sorprendente Bizkaia Gernika.

## Clasificación
| \| \| Clasificación División de Honor 2009-2010 \| |                                           |     |    |   |    |     |     |      |     |     |     |
| Pos                                                | Equipo                                    | Jug | V  | E | D  | PF  | PC  | +/-  | PBO | PBD | Pts |
| 1                                                  | Cetransa El Salvador                      | 18  | 14 | 0 | 4  | 445 | 298 | 147  | 6   | 2   | 64  |
| 2                                                  | C.R. La Vila                              | 18  | 9  | 2 | 7  | 465 | 366 | 99   | 4   | 5   | 49  |
| 3                                                  | Cajasol Ciencias                          | 18  | 9  | 1 | 8  | 383 | 337 | 46   | 4   | 5   | 47  |
| 4                                                  | VRAC Quesos Entrepinares                  | 18  | 9  | 1 | 8  | 432 | 373 | 59   | 3   | 5   | 46  |
| 5                                                  | CRC Madrid                                | 18  | 8  | 1 | 9  | 409 | 399 | 10   | 3   | 7   | 44  |
| 6                                                  | UE Santboiana                             | 18  | 9  | 1 | 8  | 294 | 363 | -69  | 1   | 4   | 43  |
| 7                                                  | AMPO Ordizia R.E.                         | 18  | 9  | 1 | 8  | 352 | 356 | -4   | 1   | 4   | 43  |
| 8                                                  | Gernika R.T.                              | 18  | 8  | 0 | 10 | 421 | 404 | 17   | 8   | 3   | 43  |
| 9                                                  | Pégamo Bera Bera                          | 18  | 9  | 0 | 9  | 396 | 374 | 22   | 3   | 1   | 40  |
| 10                                                 | C.R Les Abelles                           | 18  | 2  | 1 | 15 | 251 | 578 | -327 | 2   | 2   | 14  |
|                                                    | Clasificación División de Honor 2009-2010 |     |    |   |    |     |     |      |     |     |     |

### Leyenda
- Pos = Posición
- Jug = Partidos Jugados
- V = Victoria (se obtienen 4 puntos)
- E = Empate (se obtienen 2 puntos)
- D = Derrota (se obtienen 0 puntos)
- PF = Puntos a Favor (Total de puntos conseguidos)
- PC = Puntos en Contra(Total de puntos encajados)
- +/- = Diferencia de Puntos (El total de puntos a favor menos puntos en contra)
- PB = Puntos Bonus
  - Los equipos pueden puntuar dos bonus adicionales cada partido de la jornada regular. Un punto bonus se puede ganar si cualquier equipo consigue cuatro ensayos o más en un partido, sin observar si gana, pierde o empata (PBO = Puntos Bonus Ofensivos). Otro punto de bonus también se puede conseguir si al perder se pierde por un margen de 7 puntos o menos (PBD = Puntos Bonus Defensivos). Sólo un perdedor puede conseguir el máximo de 2 puntos bonus.
- Pts = Puntos totales

## Calendario y resultados

### Primera Jornada
| Fecha            | Hora  | Local                    | Resultado   | Visitante            | Estadio               | Árbitro                    |
| 13 de septiembre | 12:00 | C.R. La Vila             | 55(b)-29(b) | Bizkaia Gernika R.T. | Campo de El Pantano   | J.I. Fernández Soria       |
| 13 de septiembre | 12:00 | Pegamo Bera Bera R.T.    | 18(b)-19    | Cetransa El Salvador | Miniestadio de Anoeta | J. Bogas González          |
| 13 de septiembre | 12:30 | VRAC Quesos Entrepinares | 30-19       | AMPO Ordizia R.E.    | Campos de Pepe Rojo   | M. Chicharro Rodríguez     |
| 13 de septiembre | 12:30 | Cajasol Ciencias R.C.    | 23-19(b)    | U.E. Santboiana      | Estadio de La Cartuja | F. Villegas Casado         |
| 13 de septiembre | 13:00 | CRC Madrid               | 41(b)-22    | Les Abelles R.C.     | Valle de las Cañas    | P. Montoya Fdez. de Pinedo |

### Segunda Jornada
| Fecha            | Hora  | Local                | Resultado | Visitante                | Estadio              | Árbitro                    |
| 20 de septiembre | 12:00 | Bizkaia Gernika R.T. | 19-36     | CRC Madrid               | Campo de Urbieta     | J. Figueruelo Almazán      |
| 20 de septiembre | 12:00 | AMPO Ordizia R.E.    | 23-9      | Pegamo Bera Bera R.T.    | Campo de Altamira    | P. Montoya Fdez. de Pinedo |
| 20 de septiembre | 12:30 | Cetransa El Salvador | 37(b)-27  | C.R. La Vila             | Estadio Pepe Rojo    | R. Ortega Lampaya          |
| 20 de septiembre | 12:30 | U.E. Santboiana      | 22-17(b)  | VRAC Quesos Entrepinares | Estadio Baldiri Aleu | I. Gallastegi Sodupe       |
| 20 de septiembre | 12:30 | Les Abelles R.C.     | 0-40(b)   | Cajasol Ciencias R.C.    | Campo del Río Turia  | J. Bogas González          |

### Tercera Jornada
| Fecha            | Hora  | Local                    | Resultado   | Visitante             | Estadio               | Árbitro                      |
| 26 de septiembre | 17:00 | Bizkaia Gernika R.T.     | 30(b)-27(b) | Cetransa El Salvador  | Campo de Urbieta      | J. Mourinha (Col. Madrileño) |
| 27 de septiembre | 12:00 | C.R. La Vila             | 44(b)-6     | AMPO Ordizia R.E.     | Campo del Pantano     | J. Bogas González            |
| 27 de septiembre | 12:00 | Pegamo Bera Bera R.T.    | 33-3        | U.E. Santboiana       | Miniestadio de Anoeta | F. Villegas Casado           |
| 27 de septiembre | 12:30 | VRAC Quesos Entrepinares | 34(b)-14    | Les Abelles R.C.      | Campos de Pepe Rojo   | J.I. Fernández Soria         |
| 27 de septiembre | 12:30 | CRC Madrid               | 20-15(b)    | Cajasol Ciencias R.C. | Valle de las Cañas    | S. Cortabarría Ugaldea       |

### Cuarta Jornada
| Fecha        | Hora  | Local                 | Resultado   | Visitante                | Estadio                       | Árbitro                |
| 4 de octubre | 12:30 | Cetransa El Salvador  | 8-3(b)      | CRC Madrid               | Campos de Pepe Rojo           | I. Gallastegi Sodupe   |
| 4 de octubre | 12:00 | AMPO Ordizia R.E.     | 25-11       | Gernika R.T.             | Estadio Municipal de Altamira | S. Cortabarría Ugaldea |
| 4 de octubre | 12:30 | U.E. Santboiana       | 20-19(b)    | C.R. La Vila             | Estadio Baldiri Aleu          | P. Loza                |
| 4 de octubre | 12:30 | Les Abelles R.C.      | 10-26       | Pegamo Bera Bera R.T.    | Campo del Río Turia           | R. Ortega Lampaya      |
| 4 de octubre | 12:00 | Cajasol Ciencias R.C. | 29(b)-26(b) | VRAC Quesos Entrepinares | Estadio Municipal San Pablo   | J. Figueruelo Almazán  |

### Quinta Jornada
| Fecha         | Hora  | Local                 | Resultado | Visitante                | Estadio               | Árbitro                      |
| 25 de octubre | 12:30 | Cetransa El Salvador  | 37(b)-17  | AMPO Ordizia R.E.        | Campos de Pepe Rojo   | J.I. Fernández Soria         |
| 25 de octubre | 12:00 | Bizkaia Gernika R.T.  | 54(b)-8   | U.E. Santboiana          | Campo de Urbieta      | M. Chicharro Rodríguez       |
| 24 de octubre | 16:00 | C.R. La Vila          | 49(b)-0   | Les Abelles R.C.         | Campo del Pantano     | F. Villegas Casado           |
| 25 de octubre | 12:00 | Pegamo Bera Bera R.T. | 12-21     | Cajasol Ciencias R.C.    | Miniestadio de Anoeta | P. Loza                      |
| 25 de octubre | 12:30 | CRC Madrid            | 27-21(b)  | VRAC Quesos Entrepinares | Valle de las Cañas    | J. Mourinha (Col. Madrileño) |

### Sexta Jornada
| Fecha          | Hora  | Local                    | Resultado | Visitante             | Estadio                        | Árbitro                    |
| 1 de noviembre | 12:00 | AMPO Ordizia R.E.        | 27-25(b)  | CRC Madrid            | Estadio Municipal de Altamira  | F. Villegas Casado         |
| 1 de noviembre | 12:30 | U.E. Santboiana          | 6(b)-13   | Cetransa El Salvador  | Estadio Baldiri Aleu           | P. Montoya Fdez. de Pinedo |
| 1 de noviembre | 12:30 | Les Abelles R.C.         | 7-19      | Gernika R.T.          | Campo del Río Turia            | P. Loza                    |
| 1 de noviembre | 12:00 | Cajasol Ciencias R.C.    | 13-28     | C.R. La Vila          | Estadio Municipal de San Pablo | S. Cortabarría Ugaldea     |
| 1 de noviembre | 12:30 | VRAC Quesos Entrepinares | 28-18     | Pegamo Bera Bera R.T. | Campos del Pepe Rojo           | J.I. Fernández Soria       |

### Séptima Jornada
| Fecha          | Hora  | Local                | Resultado | Visitante                | Estadio                       | Árbitro                    |
| 8 de noviembre | 12:00 | AMPO Ordizia R.E.    | 6-3(b)    | U.E. Santboiana          | Estadio Municipal de Altamira | R. Ortega Lampaya          |
| 8 de noviembre | 12:30 | Cetransa El Salvador | 48(b)-5   | Les Abelles R.C.         | Campos del Pepe Rojo          | M. Chicharro Rodríguez     |
| 8 de noviembre | 12:00 | Gernika R.T.         | 30(b)-6   | Cajasol Ciencias R.C.    | Campo de Urbieta              | F. Villegas Casado         |
| 8 de noviembre | 12:00 | C.R. La Vila         | 15(b)-19  | VRAC Quesos Entrepinares | Campo del Pantano             | P. Montoya Fdez. de Pinedo |
| 8 de noviembre | 12:30 | CRC Madrid           | 36(b)-17  | Pegamo Bera Bera R.T.    | Valle de las Cañas            | J. Bogas González          |

### Octava Jornada
| Fecha           | Hora  | Local                    | Resultado   | Visitante            | Estadio                     | Árbitro                      |
| 15 de noviembre | 12:00 | CRC Madrid               | 23(b)-29(b) | U.E. Santboiana      | Valle de las Cañas          | M. Chicharro Rodríguez       |
| 15 de noviembre | 12:30 | Les Abelles R.C.         | 24(b)-15    | AMPO Ordizia R.E.    | Campo del Río Turia         | J. Mourinha (Col. Madrileño) |
| 15 de noviembre | 12:00 | Cajasol Ciencias R.C.    | 18(b)-19    | Cetransa El Salvador | Estadio Municipal San Pablo | I. Gallastegi Sodupe         |
| 15 de noviembre | 12:30 | VRAC Quesos Entrepinares | 29-20       | Gernika R.T.         | Campos del Pepe Rojo        | P. Loza                      |
| 15 de noviembre | 12:00 | Pegamo Bera Bera R.T.    | 20-30       | C.R. La Vila         | Miniestadio de Anoeta       | F. Villegas Casado           |

### Novena Jornada
| Fecha           | Hora  | Local                | Resultado   | Visitante                | Estadio                       | Árbitro                      |
| 21 de noviembre | 16:30 | U.E. Santboiana      | 32-29(b)(b) | Les Abelles R.C.         | Estadio Baldiri Aleu          | J.I. Fernández Soria         |
| 22 de noviembre | 12:00 | AMPO Ordizia R.E.    | 22-18(b)    | Cajasol Ciencias R.C.    | Estadio Municipal de Altamira | P. Loza                      |
| 22 de noviembre | 12:45 | Cetransa El Salvador | 23-9        | VRAC Quesos Entrepinares | Campos del Pepe Rojo          | J. Mourinha (Col. Madrileño) |
| 21 de noviembre | 16:00 | Gernika R.T.         | 28(b)-17    | Pegamo Bera Bera R.T.    | Campo de Urbieta              | P. Montoya Fdez. de Pinedo   |
| 22 de noviembre | 12:00 | C.R. La Vila         | 24-18(b)    | CRC Madrid               | Campo del Pantano             | S. Cortabarría Ugaldea       |

### Décima Jornada
| Fecha          | Hora  | Local                | Resultado | Visitante                | Estadio                       | Árbitro                    |
| 6 de diciembre | 12:00 | Gernika R.T.         | 10(b)-11  | C.R. La Vila             | Campo de Urbieta              | M. Chicharro Rodríguez     |
| 6 de diciembre | 12:30 | Cetransa El Salvador | 47(b)-12  | Pegamo Bera Bera R.T.    | Campos de Pepe Rojo           | P. Loza                    |
| 6 de diciembre | 12:00 | AMPO Ordizia R.E.    | 19-19     | VRAC Quesos Entrepinares | Estadio Municipal de Altamira | J. Bogas González          |
| 6 de diciembre | 12:30 | U.E. Santboiana      | 15-15     | Cajasol Ciencias R.C.    | Estadio Baldiri Aleu          | P. Montoya Fdez. de Pinedo |
| 6 de diciembre | 12:30 | Les Abelles R.C.     | 22-33(b)  | CRC Madrid               | Campo del Río Turia           | I. Gallastegi Sodupe       |

### Undécima Jornada
| Fecha       | Hora  | Local                    | Resultado   | Visitante            | Estadio                     | Árbitro                    |
| 10 de enero | 12:30 | CRC Madrid               | 21(b)-26(b) | Gernika R.T.         | Valle de las Cañas          | F. Villegas Casado         |
| 10 de enero | 12:30 | C.R. La Vila             | 15-14(b)    | Cetransa El Salvador | Campo del Pantano           | I. Gallastegi Sodupe       |
| 28 de marzo | 12:00 | Pegamo Bera Bera R.T.    | 17-12(b)    | AMPO Ordizia R.E.    | Miniestadio de Anoeta       | R. Ortega Lampaya          |
| 4 de abril  | 12:30 | VRAC Quesos Entrepinares | 24-14       | U.E. Santboiana      | Campos del Pepe Rojo        | P. Montoya Fdez. de Pinedo |
| 10 de enero | 12:00 | Cajasol Ciencias R.C.    | 16-0        | Les Abelles R.C.     | Estadio Municipal San Pablo | J.I. Fernández Soria       |

### Duodécima Jornada
| Fecha       | Hora  | Local                 | Resultado | Visitante                | Estadio                       | Árbitro                |
| 31 de enero | 12:30 | Cetransa El Salvador  | 30(b)-17  | Gernika R.T.             | Campos de Pepe Rojo           | Sergi Figuerelo        |
| 31 de enero | 12:00 | AMPO Ordizia R.E.     | 26-21(b)  | C.R. La Vila             | Estadio Municipal de Altamira | M. Chicharro Rodríguez |
| 31 de enero | 12:30 | U.E. Santboiana       | 10-25     | Pegamo Bera Bera R.T.    | Estadio Baldiri Aleu          | F. Villegas Casado     |
| 31 de enero | 12:00 | Les Abelles R.C.      | 27-24(b)  | VRAC Quesos Entrepinares | Campo del Río Turia           | S. Cortabarría Ugaldea |
| 31 de enero | 12:00 | Cajasol Ciencias R.C. | 23(b)-24  | CRC Madrid               | Estadio Municipal San Pablo   | J. Bogas González      |

### Decimotercera Jornada
| Fecha         | Hora  | Local                    | Resultado | Visitante             | Estadio               | Árbitro                    |
| 21 de febrero | 12:30 | CRC Madrid               | 12(b)-16  | Cetransa El Salvador  | Valle de las Cañas    | P. Montoya Fdez. de Pinedo |
| 20 de febrero | 16:30 | Gernika R.T.             | 11(b)-17  | AMPO Ordizia R.E.     | Campo de Urbieta      | J.I. Fernández Soria       |
| 21 de febrero | 12:30 | C.R. La Vila             | 12-10(b)  | U.E. Santboiana       | Campo del Pantano     | R. Ortega Lampaya          |
| 21 de febrero | 12:00 | Pegamo Bera Bera R.T.    | 39(b)-14  | Les Abelles R.C.      | Miniestadio de Anoeta | P. Loza                    |
| 21 de febrero | 12:30 | VRAC Quesos Entrepinares | 6(b)-13   | Cajasol Ciencias R.C. | Campos del Pepe Rojo  | I. Gallastegi Sodupe       |

### Decimocuarta Jornada
| Fecha      | Hora  | Local                    | Resultado | Visitante             | Estadio                       | Árbitro                      |
| 7 de marzo | 12:00 | AMPO Ordizia R.E.        | 22(b)-24  | Cetransa El Salvador  | Estadio Municipal de Altamira | P. Loza                      |
| 7 de marzo | 12:30 | U.E. Santboiana          | 21-20(b)  | Gernika R.T.          | Estadio Baldiri Aleu          | J. Mourinha (Col. Madrileño) |
| 7 de marzo | 12:00 | Les Abelles R.C.         | 23-23     | C.R. La Vila          | Estadio Ciudad de Valencia    | J. Bogas González            |
| 7 de marzo | 12:00 | Cajasol Ciencias R.C.    | 30-15     | Pegamo Bera Bera R.T. | Estadio de San Pablo          | F. Villegas Casado           |
| 7 de marzo | 12:30 | VRAC Quesos Entrepinares | 34(b)-10  | CRC Madrid            | Campos del Pepe Rojo          | S. Cortabarría Ugaldea       |

### Decimoquinta Jornada
| Fecha       | Hora  | Local                 | Resultado      | Visitante                | Estadio               | Árbitro                |
| 11 de abril | 13:00 | CRC Madrid            | 27-23(b)       | AMPO Ordizia R.E.        | Valle de las Cañas    | S. Figuerelo           |
| 11 de abril | 12:30 | Cetransa El Salvador  | 14-23          | U.E. Santboiana          | Campos del Pepe Rojo  | I. Gallastegi Sodupe   |
| 11 de abril | 12:00 | Gernika R.T.          | 38(b)-10       | Les Abelles R.C.         | Campo de Urbieta      | I. Díaz                |
| 11 de abril | 12:30 | C.R. La Vila          | 29(b)(b)-31(b) | Cajasol Ciencias R.C.    | Campo del Pantano     | S. Cortabarría Ugaldea |
| 11 de abril | 12:00 | Pegamo Bera Bera R.T. | 37(b)-19       | VRAC Quesos Entrepinares | Miniestadio de Anoeta | M. Chicharro Rodríguez |

### Decimosexta Jornada
| Fecha       | Hora  | Local                    | Resultado | Visitante            | Estadio                     | Árbitro                      |
| 18 de abril | 12:30 | U.E. Santboiana          | 12-6(b)   | AMPO Ordizia R.E.    | Estadio Baldiri Aleu        | J. Mourinha (Col. Madrileño) |
| 18 de abril | 12:30 | Les Abelles R.C.         | 12(b)-19  | Cetransa El Salvador | Campo del Río Turia         | P. Montoya Fdez. de Pinedo   |
| 18 de abril | 12:00 | Cajasol Ciencias R.C.    | 39(b)-17  | Gernika R.T.         | Estadio Municipal San Pablo | J.I. Fernández Soria         |
| 18 de abril | 12:30 | VRAC Quesos Entrepinares | 43(b)-17  | C.R. La Vila         | Campos de Pepe Rojo         | P. Loza                      |
| 17 de abril | 16:30 | Pegamo Bera Bera R.T.    | 34(b)-17  | CRC Madrid           | Miniestadio de Anoeta       | F. Villegas Casado           |

### Decimoséptima Jornada
| Fecha       | Hora  | Local                | Resultado | Visitante                | Estadio                     | Árbitro                      |
| 25 de abril | 12:30 | U.E. Santboiana      | 13-10(b)  | CRC Madrid               | Estadio Baldiri Aleu        | P. Montoya Fdez. de Pinedo   |
| 25 de abril | 12:00 | AMPO Ordizia R.E.    | 48(b)-12  | Les Abelles R.C.         | Campo del Río Turia         | J.I. Fernández Soria         |
| 25 de abril | 12:30 | Cetransa El Salvador | 36(b)-21  | Cajasol Ciencias R.C.    | Estadio Municipal San Pablo | S. Cortabarría Ugaldea       |
| 24 de abril | 16:30 | Gernika R.T.         | 35(b)-19  | VRAC Quesos Entrepinares | Campos de Pepe Rojo         | J. Bogas González            |
| 25 de abril | 12:30 | C.R. La Vila         | 20(b)-21  | Pegamo Bera Bera R.T.    | Miniestadio de Anoeta       | J. Mourinha (Col. Madrileño) |

### Decimoctava Jornada
| Fecha     | Hora  | Local                    | Resultado | Visitante            | Estadio                     | Árbitro                    |
| 2 de mayo | 12:30 | Les Abelles R.C.         | 20-34     | U.E. Santboiana      | Campo del Río Turia         | M. Chicharro Rodríguez     |
| 1 de mayo | 16:00 | Cajasol Ciencias R.C.    | 12(b)-19  | AMPO Ordizia R.E.    | Estadio Municipal San Pablo | J. Bogas González          |
| 1 de mayo | 12:30 | VRAC Quesos Entrepinares | 31-14     | Cetransa El Salvador | Campos de Pepe Rojo         | P. Montoya Fdez. de Pinedo |
| 2 de mayo | 12:30 | Pegamo Bera Bera R.T.    | 26-7      | Gernika R.T.         | Miniestadio de Anoeta       | R. Ortega Lampaya          |
| 2 de mayo | 12:30 | CRC Madrid               | 26-26     | C.R. La Vila         | Valle de las Cañas          |                            |

## Estadísticas Jugadores

### Máximos Anotadores Ensayos
Actualizado: Final de la Liga
| 1  | Ryan Le Roux           | 16 | C.R. La Vila             |
| 2  | Federico Negrillo      | 11 | Bizkaia Gernika R.T.     |
| 3  | Nicholas Marshall      | 9  | Pegamo Bera Bera R.T.    |
| 4= | Paul Mannix Burton     | 8  | C.R. La Vila             |
| 4= | Damian Mantelli        | 8  | U.E. Santboiana          |
| 6= | Nicolás Basile         | 7  | Bizkaia Gernika R.T.     |
| 6= | Michael Davis          | 7  | VRAC Quesos Entrepinares |
| 6= | Iván Criado Garachana  | 7  | Cetransa El Salvador     |
| 6= | Phillip Eduard Huxford | 7  | AMPO Ordizia R.T.        |
| 6= | Jacob Kennedy          | 7  | Cetransa El Salvador     |

### Máximos Anotadores Puntos
Actualizado: Final de la Liga
| 1  | Gareth David Griffiths | 223 (2E, 30C, 49GC, 2DG) | - | VRAC Quesos Entrepinares |
| 2  | Agustín Gómez          | 200 (31C, 46GC)          | - | C.R. La Vila             |
| 3  | Luke Cozens            | 194 (5E, 35C, 33GC)      | - | Cetransa El Salvador     |
| 4  | Phillip Eduard Huxford | 150 (7E, 14C, 29GC)      | - | AMPO Ordizia R.T.        |
| 5  | Daniel Larretxea       | 127 (20C, 27GC, 2DG)     | - | Pegamo Bera Bera R.T.    |
| 6  | Douglas Sanft          | 100 (1E, 22C, 17GC)      | - | CRC Madrid               |
| 7  | Isaac Thompson         | 86 (1E, 9C, 19GC, 2DG)   | - | U.E. Santboiana          |
| 8  | Ryan Le Roux           | 80 (16E)                 | - | C.R. La Vila             |
| 9= | Francisco Dimas Nin    | 70 (2E, 12C, 12GC)       | - | Les Abelles R.C.         |
| 9= | Jeremías Palumbo       | 70 (8C, 17GC, 1DG)       | - | Cajasol Ciencias         |

- Leyenda:
  -  DG = Drop-Goals (Patada a botepronto)